# Aéroport international Alfredo-Vásquez-Cobo
L’aéroport international Alfredo-Vásquez-Cobo (code IATA : LET • code OACI : SKLT) est un aéroport international situé dans la municipalité de Leticia — la capitale du département d’Amazonas — en Colombie. La présence de cet aéroport est essentielle pour la population locale, isolée au sein de la forêt amazonienne, notamment en raison de l'insuffisance d'infrastructures de transport terrestre dans cette partie du pays. Il est nommé en l'honneur du général Alfredo Vásquez Cobo (es), ministre des relations extérieures de Colombie, signataire à Bogota le 24 avril 1907 du traité Vásquez Cobo-Martins conclu entre la Colombie et le Brésil, délimitant la frontière entre les deux pays qui borde à l'est et au sud le territoire de Leticia.

## Situation

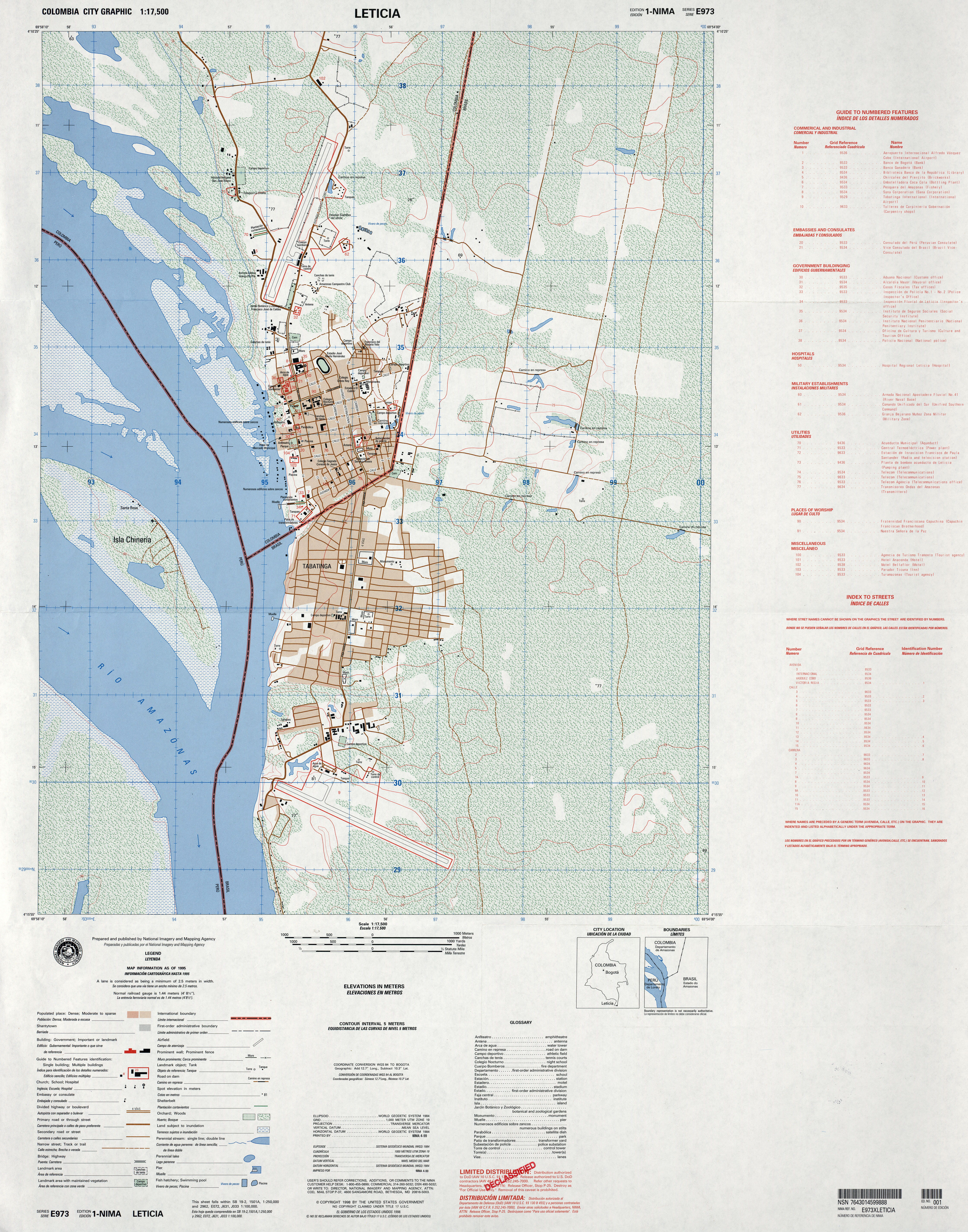
Carte de l’agglomération de la zone des Trois frontières, au nord de laquelle est implanté l'aéroport Alfredo-Vásquez-Cobo. Leticia (Colombie) est au nord, Tabatinga (Brésil) au sud-est, et Santa Rosa de Yavarí (Pérou) au sud-ouest, sur l’île de Chinería.

Alfredo-Vásquez-Cobo est situé à environ deux kilomètres au nord du centre-ville de Leticia, ainsi qu'au nord-est — et à la même distance — de la frontière entre la Colombie et le Pérou — qui passe dans l’axe d’un bras du fleuve Amazone. Il est établi à seulement environ huit kilomètres au nord d'un autre aéroport international : l’aéroport international de Tabatinga, au sud de la ville de Tabatinga au Brésil. Situé à l'extrême sud du Trapèze amazonien et donc de la Colombie, Leticia forme une petite agglomération transfrontalière — dans la zone des Trois frontières —, avec Tabatinga et la bourgade de Santa Rosa de Yavarí (es) au Pérou — qui est implantée sur l’île de Chinería, au milieu de l'Amazone.

### Carte des aéroports de Colombie
| \| 20 km1:4 119 000 \| Acandí Apartadó / Carepa Araracuara Arauca Armenia Bahía Solano Barrancabermeja Barranquilla / Soledad Bogota Bucaramanga · Lebrija Buenaventura Cali Carthagène · des Indes Corozal Cúcuta Florencia Guapi Ibagué Ipiales · Aldana La Chorrera La Pedrera Leticia Maicao Manizales Medellín Medellín O. H. Mitú Montería Neiva Nuquí Ocaña Pereira Popayán Providencia Puerto · Asís Puerto · Carreño Quibdó Riohacha San Andrés San José · del Guaviare San Juan · de Pasto San Vicente · del Caguán Santa Marta Saravena Tame Tumaco Valledupar Villavicencio Yopal |
| 20 km1:4 119 000 |

## Dessertes
Proposant des vols intérieurs colombiens — réguliers ou charters — l’activité internationale d’Alfredo-Vásquez-Cobo ne concerne plus que des vols charters sur la ligne le reliant à Tarapoto avec escale à Iquitos — tous deux au Pérou —, la desserte par vol régulier à destination et en provenance d'Iquitos ayant cessé.

## Statistiques
Pour des raisons techniques, il est temporairement impossible d'afficher le graphique qui aurait dû être présenté ici.

Voir la requête brute et les sources sur Wikidata.

## Compagnies aériennes et destinations
| Compagnies     | Destinations                                             |
| -------------- | -------------------------------------------------------- |
| Avianca        | Bogota-El Dorado                                         |
| LATAM Colombia | Bogota-El Dorado                                         |
| SATENA         | La Chorrera, La Pedrera, San Jose del Guaviaro, Tarapaca |

Edité le 16/12/2023